# Pennisetia marginata
Pennisetia marginata là một loài bướm đêm thuộc họ Sesiidae. Loài này phân bố ở Hoa Kỳ, chủ yếu ở đông và dọc theo bờ Thái Bình Dương, đến phía bắc Canada. Nó là một động vật du nhập ở Hawaii.

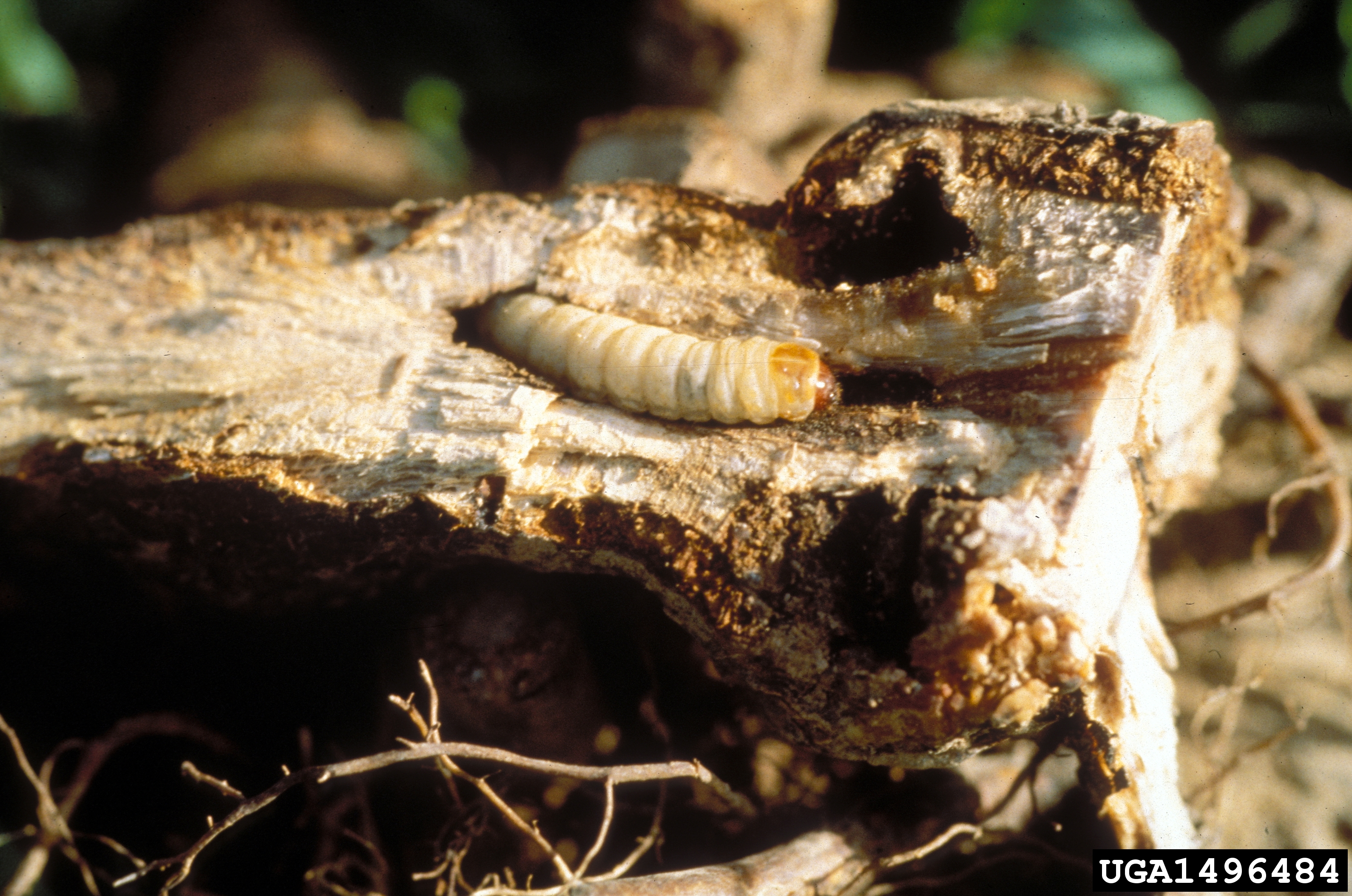
Ấu trùng

Sải cánh dài 20–35 mm. Con trưởng thành bay từ tháng 7 đến tháng 9
Ấu trùng ăn các loài Rubus. 